# Kristen Roupenian

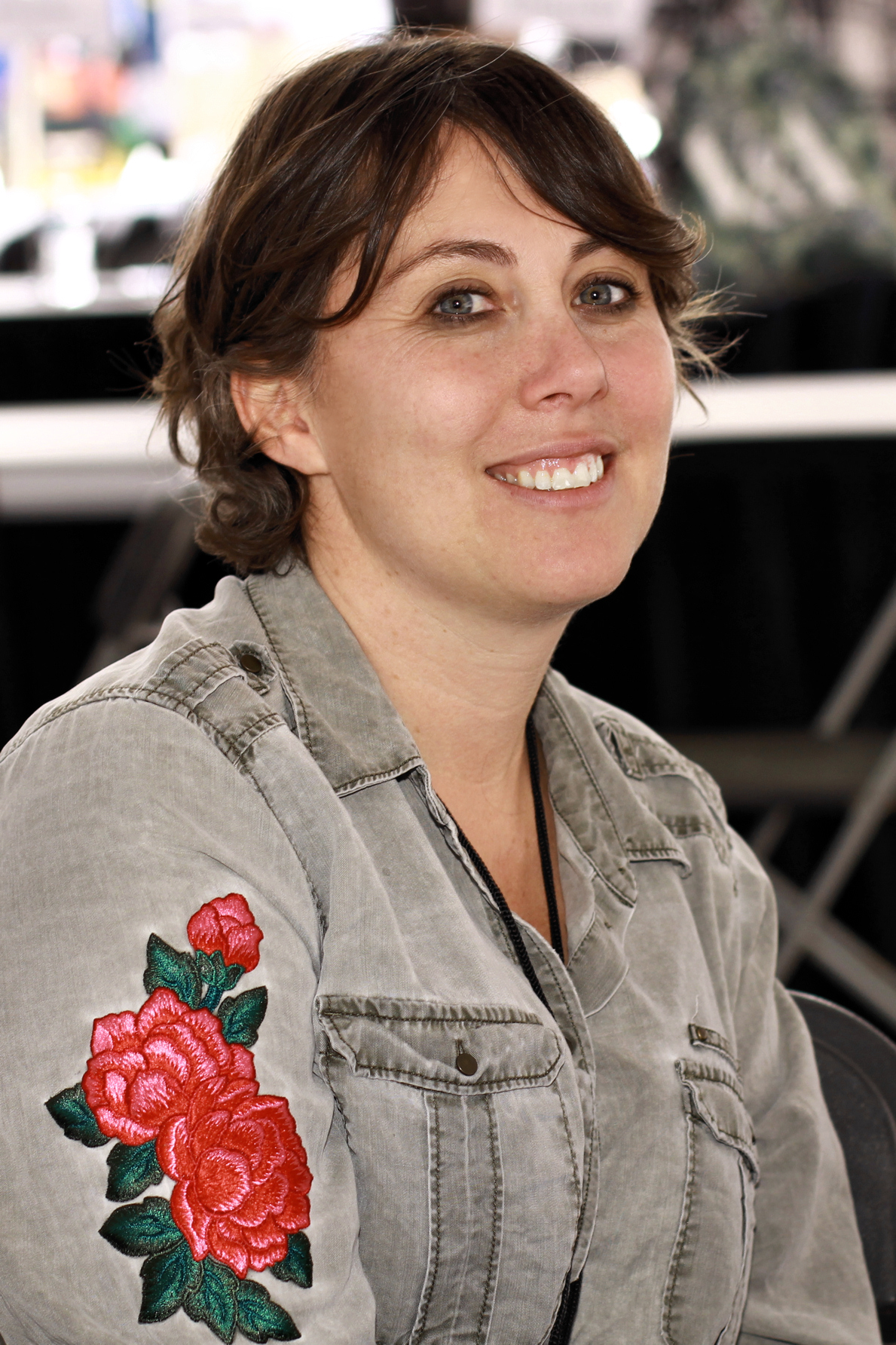
Kristen Roupenian (2019)

Kristen Roupenian (* 1982 in Plymouth, MA) ist eine amerikanische Schriftstellerin, die 2017 mit ihrer Kurzgeschichte „Cat Person“ bekannt wurde.

## Leben und Werk
Roupenian besuchte Schulen in Plymouth und die Prep School Falmouth Academy auf Cape Cod. 1998 war sie Finalistin eines Schüler-Schreibwettbewerbs der Zeitschrift USA Weekend. Sie hat zwei Geschwister, ihre Mutter lebt heute in Plymouth, ihr Vater in Alaska.
Roupenian studierte Englisch und Psychologie am Barnard College, wo sie 2003 den B.A. erwarb. Anschließend verbrachte sie zwei Jahre im Peace Corps, mit dem sie bis 2005 Public Health und HIV-Aufklärung in Kenia lehrte. Nach ihrer Rückkehr nach Boston arbeitete sie als Kindermädchen sowie als Laborassistentin im Massachusetts General Hospital, bis die Harvard University sie ins Graduiertenprogramm aufnahm. Dort promovierte sie in Englischer Literatur. In ihrer 2014 abgeschlossenen Dissertation untersuchte Roupenian postkoloniale und transnationale afrikanische Literatur am Beispiel eines literarischen Magazins aus Kenia.
Zum Ende ihres Doktoranden-Studiums in Harvard verfasste Roupenian einen Romanentwurf, der jedoch keinen Verlag fand. Roupenian begann ein M.F.A.-Studium im Creative-Writing-Programm der University of Michigan in Ann Arbor, wo sie von Laura Kasischke betreut wurde. In ihrer Abschlussarbeit verband sie eine Horrorgeschichte mit psychologischen Porträts. Ihr Studium schloss sie im April 2017 ab, im selben Jahr erhielt sie an der University of Michigan einen der Hopwood-Preise für ihren unveröffentlichten Roman Look After Me.
Im Dezember 2017 erschien im New Yorker Roupenians Kurzgeschichte „Cat Person“. Die Geschichte handelt von einer kurzen und ambivalenten Beziehung zwischen einer 20-jährigen Studentin und einem 34-jährigen Mann, die in einem missratenen Date endet. Danach trennt sie sich von ihm, worauf er sich als Misogynist und Langeweiler entpuppt. Die Geschichte – zeitgleich zur MeToo-Bewegung veröffentlicht – wurde viral verbreitet und breit diskutiert. Obwohl erst Mitte Dezember veröffentlicht, war sie auf Platz 2 der im Jahr 2017 meistgelesenen Online-Artikel des „New Yorker“. Noch im Dezember erhielt Roupenian einen Vertrag über zwei Bücher mit Scout Press / Gallery, ein Imprint von Simon & Schuster. Der Vertrag über eine Kurzgeschichten-Anthologie und einen Roman beinhaltete ein Honorar von mehr als einer Million Dollar.
Im März 2018 erwarb A24 die Rechte an einem von Roupenian verfassten Horror-Drehbuch namens Bodies, Bodies, Bodies. Im Mai 2018 kaufte HBO die Filmrechte an der Anthologie You Know You Want This, die im Januar 2019 erschien. Zeitgleich erschienen Übersetzungen ins Deutsche und in andere Sprachen – insgesamt erschien das Buch in 23 Ländern. Die Anthologie enthält zwölf Kurzgeschichten, darunter „Cat Person“. Im Kirkus Reviews erhielt das Werk eine positive Vorabbesprechung.
Roupenian war 2014 mit einem MIT-Doktoranden verlobt. Seit 2017 lebt sie in Ann Arbor mit einer Frau zusammen, die ebenfalls das M.F.A.-Creative-Writing-Programm der University of Michigan absolviert hat.

## Veröffentlichungen (Auswahl)
- Cat Person. In: New Yorker Magazine, Ausgabe vom 11. Dezember 2017
- The Good Guy, Vorabveröffentlichung aus der Anthologie You Know You Want This vom 3. Januar 2019, erschienen auf Medium
- You Know You Want This. Gallery / Scout Press, New York 2019, ISBN 978-1-9821-0163-3. (Anthologie)
  - Cat Person. Storys. Ins Deutsche übertragen von Friederike Schilbach und Nella Beljan. Blumenbar Verlag, Berlin 2019, ISBN 978-3-351-05057-3.
- Beißerin, Vorabveröffentlichung aus der Anthologie Cat Person, erschienen am 13. Januar 2019 auf Spiegel Online